# Nunu Abašidze
Nunu Džansugovna Abašidze (nata Mišlajeva; in russo Нуну Джансугoвна Абашидзе?; Novovolynsk, 27 marzo 1955) è un'ex pesista sovietica.

## Record nazionali
Nunu Abashidze in carriera ha stabilito vari record nazionali ucraini:
- Getto del peso indoor 21,06 m ( Budapest, 8 febbraio 1984)

## Palmarès
| Anno | Manifestazione   | Sede      | Evento         | Risultato | Misura  | Note |
| ---- | ---------------- | --------- | -------------- | --------- | ------- | ---- |
| 1973 | Europei juniores | Duisburg  | Getto del peso | 4ª        | 15,27 m |      |
| 1980 | Olimpiadi        | Mosca     | Getto del peso | 4ª        | 21,15 m |      |
| 1982 | Europei          | Atene     | Getto del peso | Bronzo    | 20,82 m |      |
| 1983 | Mondiali         | Helsinki  | Getto del peso | 4ª        | 20,55 m |      |
| 1985 | Mondiali indoor  | Parigi    | Getto del peso | Bronzo    | 18,82 m |      |
| 1986 | Europei indoor   | Madrid    | Getto del peso | 4ª        | 18,44 m |      |
| 1986 | Europei          | Stoccarda | Getto del peso | 6ª        | 19,99 m |      |